# 21e étape du Tour d'Espagne 2009

La 21e et dernière étape du Tour d'Espagne 2009 s'est déroulée le 20 septembre 2009 entre Rivas Vaciamadrid et Madrid sur 110,2 kilomètres. Cette étape est remportée par l'Allemand André Greipel. C'est sa quatrième victoire su cette Vuelta. Alejandro Valverde remporte ce Tour d'Espagne et son premier Grand Tour. Il est le premier coureur à remporter le Tour d'Espagne, sans victoire d'étape depuis Ángel Casero en 2001.

## Classement de l'étape
|    | Coureur           | Pays             | Équipe           | Temps           |
| -- | ----------------- | ---------------- | ---------------- | --------------- |
| 1  | André Greipel     | Allemagne        | Columbia-HTC     | 3 h 11 min 55 s |
| 2  | Daniele Bennati   | Italie           | Liquigas         | m.t.            |
| 3  | Borut Božič       | Slovénie         | Vacansoleil      | m.t.            |
| 4  | Leonardo Duque    | Colombie         | Cofidis          | m.t.            |
| 5  | Sébastien Hinault | France           | AG2R La Mondiale | m.t.            |
| 6  | Enrico Gasparotto | Italie           | Lampre-NGC       | m.t.            |
| 7  | Gregory Henderson | Nouvelle-Zélande | Columbia-HTC     | m.t.            |
| 8  | Roger Hammond     | Royaume-Uni      | Cervélo TestTeam | m.t.            |
| 9  | Tom Leezer        | Pays-Bas         | Rabobank         | m.t.            |
| 10 | Paul Voss         | Allemagne        | Team Milram      | m.t.            |

## Classement général
|     | Coureur            | Pays      | Équipe            | Temps            |
| --- | ------------------ | --------- | ----------------- | ---------------- |
| 1   | Alejandro Valverde | Espagne   | Caisse d'Épargne  | 87 h 22 min 37 s |
| 2   | Samuel Sánchez     | Espagne   | Euskaltel-Euskadi | + 55 s           |
| 3   | Cadel Evans        | Australie | Silence-Lotto     | + 1 min 32 s     |
| 4   | Ivan Basso         | Italie    | Liquigas          | + 2 min 12 s     |
| 5   | Ezequiel Mosquera  | Espagne   | Xacobeo Galicia   | + 4 min 27 s     |
| 6   | Robert Gesink      | Pays-Bas  | Rabobank          | + 6 min 40 s     |
| 7   | Joaquim Rodríguez  | Espagne   | Caisse d'Épargne  | + 9 min 08 s     |
| 8   | Paolo Tiralongo    | Italie    | Lampre-NGC        | + 9 min 11 s     |
| 9   | Philip Deignan     | Irlande   | Cervélo TestTeam  | + 11 min 08 s    |
| Dsq | Juan José Cobo     | Espagne   | Fuji-Servetto     | + 11 min 27 s    |

## Classements annexes
| Classement par points | Classement par points | Classement par points | Classement par points | Classement par points |
| Rang                  | Cycliste              | Pays                  | Équipe                | Pts                   |
| --------------------- | --------------------- | --------------------- | --------------------- | --------------------- |
|                       | André Greipel         | Allemagne             | Team Columbia-HTC     | 150                   |
| 2                     | Alejandro Valverde    | Espagne               | Caisse d'Épargne      | 111                   |
| 3                     | Daniele Bennati       | Italie                | Liquigas              | 101                   |

| Grand Prix de la montagne | Grand Prix de la montagne | Grand Prix de la montagne | Grand Prix de la montagne | Grand Prix de la montagne |
| Rang                      | Cycliste                  | Pays                      | Équipe                    | Pts                       |
| ------------------------- | ------------------------- | ------------------------- | ------------------------- | ------------------------- |
|                           | David Moncoutié           | France                    | Cofidis                   | 186                       |
| 2                         | David de la Fuente        | Espagne                   | Fuji-Servetto             | 99                        |
| 3                         | Julián Sánchez            | Espagne                   | Contentpolis-Ampo         | 73                        |

| Combiné | Combiné            | Combiné | Combiné           | Combiné |
| Rang    | Cycliste           | Pays    | Équipe            | Pts     |
| ------- | ------------------ | ------- | ----------------- | ------- |
|         | Alejandro Valverde | Espagne | Caisse d'Épargne  | 7       |
| 2       | Ezequiel Mosquera  | Espagne | Xacobeo Galicia   | 17      |
| 3       | Samuel Sánchez     | Espagne | Euskaltel-Euskadi | 17      |

| Classement par équipes | Classement par équipes | Classement par équipes | Classement par équipes | Classement par équipes |
| Rang                   | Pays                   | Équipe                 | Temps                  |                        |
| ---------------------- | ---------------------- | ---------------------- | ---------------------- | ---------------------- |
|                        | Xacobeo Galicia        | Espagne                | en 261 h 57 min 19 s   |                        |
| 2                      | Caisse d'Épargne       | Espagne                | + 23 min 43 s          |                        |
| 3                      | Astana                 | Kazakhstan             | + 31 min 39 s          |                        |